# Kazimierz Tomorowicz
Kazimierz Karol Tomorowicz (ur. 25 listopada 1897 w Zamościu, zm. 30 października 1961 w Warszawie) – polski malarz; zbliżony do Formistów Polskich i Pryzmatu. 

## Życiorys
Urodził się 25 listopada 1897 w Zamościu, w rodzinie Kazimierza i Aleksandry z Kłossowskich. Ukończył szkołę handlową w Lublinie. Studiował na wydziale architektury Politechniki Warszawskiej i w Akademii Sztuk Pięknych w Krakowie. W 1920 ochotniczo służył w Wojsku Polskim. Prezes Związku Zawodowego Polskich Artystów Plastyków w Warszawie, członek rady Instytutu Propagandy Sztuki, członek Cechu Artystów Plastyków „Jednoróg”.
Od 1946 roku był profesorem Akademii Sztuk Pięknych w Warszawie, a w latach 1954–1957 jej rektorem. Malował głównie pejzaże. Cykle: Chmielno, Sandomierz, Stary Sącz. Uprawiał również malarstwo ścienne.
Zmarł w Warszawie, pochowany na cmentarzu Wojskowym na Powązkach (kwatera IIB28-4-3).

## Ordery i odznaczenia
- Krzyż Oficerski Orderu Odrodzenia Polski (15 lipca 1954)[2]Wystawa prac Tytusa Czyżewskiego, W. Lama, Hipolita Polańskiego, Kazimierza Tomorowicza w Instytucie Krzewienia Sztuki w Poznaniu (luty 1934). Siedzą od lewej: Hipolit Polański, Konopińska, Jan Mroziński, Kazimierz Tomorowicz.

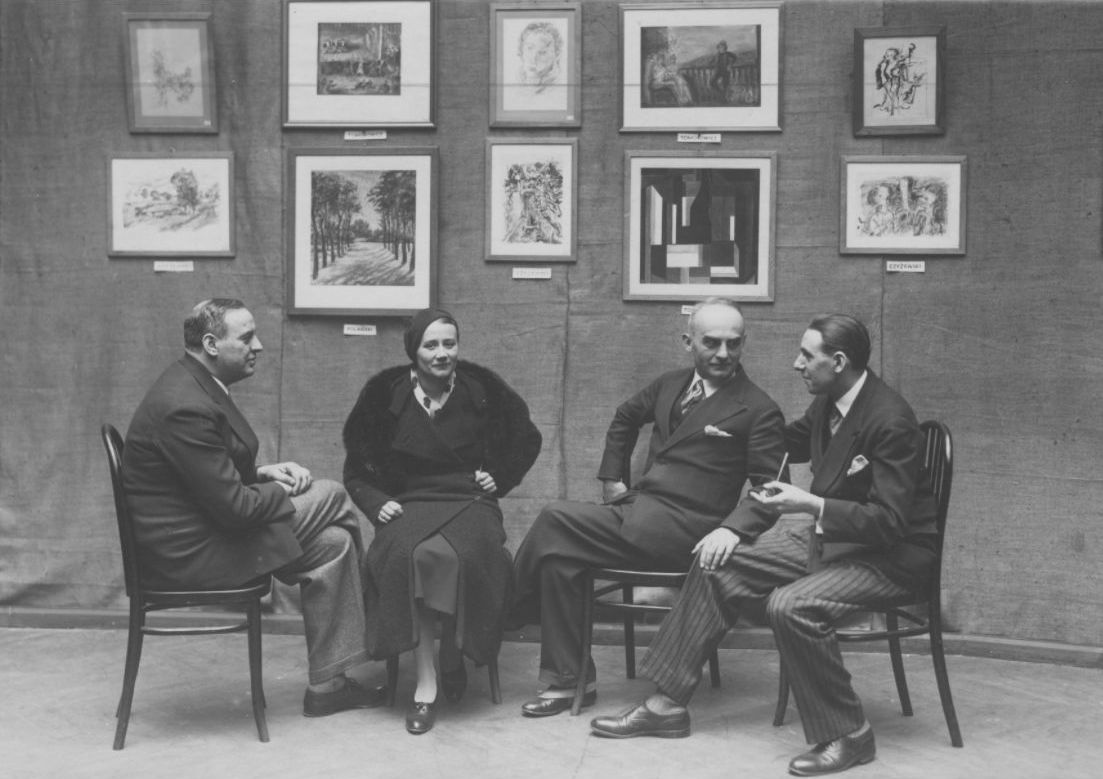
Wystawa prac Tytusa Czyżewskiego, W. Lama, Hipolita Polańskiego, Kazimierza Tomorowicza w Instytucie Krzewienia Sztuki w Poznaniu (luty 1934). Siedzą od lewej: Hipolit Polański, Konopińska, Jan Mroziński, Kazimierz Tomorowicz.

- Złoty Krzyż Zasługi (22 lipca 1952)[3]
- Medal 10-lecia Polski Ludowej (19 stycznia 1955)[4]